# Aberto de Gibraltar de Snooker de 2020
O Gibraltar Open de 2020, também conhecido oficialmente como BetVictor Gibraltar Open de 2020 por conta do patrocínio, foi um torneio profissional de snooker realizado de 11 a 15 de março de 2020 em Gibraltar. O inglês Stuart Bingham, foi o defensor do título já que era o vencedor da final da edição de 2019 ante galês Ryan Day por 4–1.
O torneio foi conquistado pelo inglês campeão mundial Judd Trump, número um do mundo, faturando seu décimo sétimo título do ranking, com uma vitória por 4–3 sobre seu compatriota Kyren Wilson. Foi seu sexto título do ranking na temporada de 2019–20, que é um recorde. O inglês também foi o dono do maior break do evento, um century break de 144 pontos.

## Visão geral

### Informações do torneio
O BetVictor Gibraltar Open de 2020 foi um torneio profissional de snooker realizado no Europa Sports Complex em Gibraltar, entre 11 e 15 de março de 2020. O torneio foi a 5ª edição desde que o evento foi criado em 2015 e o 15º evento do calendário do ranking da temporada de snooker de 2019–20, ocorrendo depois do Players Championship de 2020 e antes do Tour Championship de 2020.

### BetVictor European Series
Foi o quarto e último torneio da BetVictor European Series de 2020 e decidiu o primeiro vencedor desta nova série de torneios patrocinados pela BetVictor. Quanto aos outros três torneios da série, o australiano Neil Robertson venceu o European Masters de 2020, e os ingleses Judd Trump e Michael Holt, venceram o German Masters de 2020 e o Shoot-Out de 2020, respectivamente.

### Formato
Os jogos do BetVictor Gibraltar Open foram disputados da seguinte maneira:
- Rodadas 1–4 (Qualificação): Melhor de 5 frames, avança quem vencer 3 deles (de 3–0 a possíveis 3–2)
- Rodadas 5–8: Melhor de 7 frames, até um ganhar quatro (de 4–0 a possíveis 4–3)
- Quartas de final: Melhor de 7 frames, até um ganhar quatro (de 4–0 a possíveis 4–3)
- Semifinal: Melhor de 7 frames, até um ganhar quatro (de 4–0 a possíveis 4–3)
- Final: Melhor de 7 frames, será campeão o primeiro a chegar a 4 (de 4–0 a possíveis 4–3)

### Participantes
Foi um torneio do tipo Pro–Am, o que significa que, além de jogadores profissionais, amadores também podem participar. Dos 128 jogadores profissionais, 12 desistiram, entre eles, Ronnie O'Sullivan, Marco Fu (vencedor da edição de 2015), Shaun Murphy (vencedor de 2017), Ding Junhui, Matthew Stevens, Stuart Carrington, Alan McManus, Peter Ebdon, Sunny Akani, Alexander Ursenbacher, James Wattana e Steve Mifsud. 126 jogadores amadores também foram convidados a participar de quatro rodadas preliminares, enquanto os amadores Lee Prickman e Gareth Lopez, ambos de Gibraltar, são escalados diretamente para o sorteio principal onde estão os profissionais, Prickman é o melhor jogador de Gibraltar, enquanto Lopez está em segundo.

### Premiação
A premiação total do evento foi aumentado para 251 mil libras esterlinas com o vencedor receberá um cheque de 50 mil libras esterlinas – o dobro das 25 mil libras esterlinas da edição do ano passado. A lista de ranking exclusiva da BetVictor European Series, liderada por Neil Robertson, acontece em quatro eventos e o jogador que ganhar mais dinheiro receberá um bônus extra de 150 mil libras esterlinas. A distribuição dos prêmios para esta edição do BetVictor Gibraltar Open foi a seguinte:
| Posição                               | Prêmio                    |
| ------------------------------------- | ------------------------- |
| Campeão                               | 050 000 libras esterlinas |
| Vice-campeão                          | 020 000 libras esterlinas |
| 3–4 (perdedores das semifinais)       | 006 000 libras esterlinas |
| 5–8 (perdedores das quartas de final) | 005 000 libras esterlinas |
| 9–16 (perdedores da rodada 8)         | 004 000 libras esterlinas |
| 17–32 (perdedores da rodada 7)        | 003 000 libras esterlinas |
| 33–64 (perdedores da rodada 6)        | 002 000 libras esterlinas |
| Maior break                           | 005 000 libras esterlinas |
| Total                                 | 251 000 libras esterlinas |

## Resultados
- As partidas foram disputadas de 11 e 15 de março de 2020. As quatro primeiras rodadas foram qualificatórias e disputadas apenas por jogadores amadores.[3][17][18][19][20]
- Os horários mostrados nos jogos tem como base o fuso horário local (CET).

### Rodada 1
| Jogador 1                | Placar  | Jogador 2        |
| ------------------------ | ------- | ---------------- |
| Salvador Pérez Carrascal | w/o–w/d | El Mehdi Faggane |
| Imran Puri               | 0–3     | Callum Lloyd     |
| James Height             | 2–3     | Nick Jennings    |
| Dylan Craig              | 3–0     | James Welch      |
| Jason Tart               | w/d–w/o | Leo Fernandez    |

| Jogador 1           | Placar  | Jogador 2       |
| ------------------- | ------- | --------------- |
| David Moreno Garcia | w/d–w/o | Andrew Urbaniak |
| Matthew Glasby      | 3–2     | Paul Gibbs      |
| Adam Egde           | 0–3     | Oliver Brown    |
| Danny Brindle       | 0–3     | Allan Taylor    |

| Jogador 1           | Placar  | Jogador 2      |
| ------------------- | ------- | -------------- |
| Roberto Juan Garcia | w/d–w/o | Andrew Pagett  |
| Andy Fong           | 0–3     | Jack Smithers  |
| Tinaut Fernández    | w/d–w/o | Dave Finbow    |
| Alfred Sims         | 1–3     | Dessie Sheehan |
| Angel Garcia        | w/o–w/d | Filipe Cardoso |

| Jogador 1       | Placar  | Jogador 2              |
| --------------- | ------- | ---------------------- |
| Yassine Zaraoni | 3–0     | David Church           |
| Paul Ludden     | 0–3     | Dale Prime             |
| James Budd      | 3–0     | Curtis Daher           |
| Adam Johnston   | w/o–w/d | Nutcharut Wongharuthai |

| Jogador 1          | Placar  | Jogador 2            |
| ------------------ | ------- | -------------------- |
| Hamid Mabchour     | 3–1     | John Skellett        |
| Suchakree Poomjang | w/d–w/o | Tony Corrigan        |
| Alex Calin         | w/d–w/o | Francis Becerra      |
| Patrick Whelan     | w/o–w/d | Benny Loh Siang Leng |
| Yasir Nadeem       | w/d–w/o | Nader Aldosari       |

| Jogador 1        | Placar  | Jogador 2      |
| ---------------- | ------- | -------------- |
| Ivelin Bozhanov  | 3–0     | Jonathan Noble |
| Martin Kihato    | w/d–w/o | Daan Leysen    |
| Daniel Schneider | w/d–w/o | Adam Ashley    |
| Angel Marchena   | 1–3     | Macauley Croft |

| Jogador 1           | Placar  | Jogador 2         |
| ------------------- | ------- | ----------------- |
| Andrew Olivero      | w/o–w/d | Morteza Torabi    |
| Rory McLeod         | 3–0     | Andy Milliard     |
| Keishin Kamihashi   | w/o–w/d | Ken Ng            |
| Francisco Domingues | w/o–w/d | Arturo Santamaria |
| Pablo Toharia       | 1–3     | Sean McAllister   |

| Jogador 1    | Placar  | Jogador 2      |
| ------------ | ------- | -------------- |
| Rishi Gohill | 0–3     | Mike Finn      |
| Souhail Rami | w/o–w/d | Lee Adams      |
| Paul Burrell | 3–1     | Ronnie Blake   |
| Barry Lee    | w/d–w/o | John Nicholson |

| Jogador 1     | Placar  | Jogador 2         |
| ------------- | ------- | ----------------- |
| Hussain Shah  | w/d–w/o | Peter Devlin      |
| Adam Duffy    | w/d–w/o | Kharazchi Jamshid |
| Gee Crawley   | 3–1     | Barry Stark       |
| Steve Crowley | w/o–w/d | Tugba Irten       |
| Ashley Hugill | 3–2     | Adam Nash         |

| Jogador 1          | Placar  | Jogador 2         |
| ------------------ | ------- | ----------------- |
| Joshua Mallender   | 3–0     | Heiko Mutz        |
| Jadouri Aboulkacem | w/d–w/o | Mark Winsor       |
| Garry Coulson      | 0–3     | Sybren Sokolowski |
| Saif Uddin         | w/o–w/d | Damian Wilks      |

| Jogador 1   | Placar  | Jogador 2    |
| ----------- | ------- | ------------ |
| Billy Brown | w/d–w/o | Mark Vincent |

| Jogador 1  | Placar | Jogador 2      |
| ---------- | ------ | -------------- |
| Ian Martin | 3–0    | Steven Breward |

### Rodada 2
| Jogador 1        | Placar  | Jogador 2                |
| ---------------- | ------- | ------------------------ |
| Fernando Silva   | w/d–w/o | Salvador Pérez Carrascal |
| Nigel Howes      | 1–3     | Callum Lloyd             |
| Antony Rodriguez | w/d–w/o | Nick Jennings            |
| Kyle Dixon       | 0–3     | Dylan Craig              |

| Jogador 1         | Placar  | Jogador 2       |
| ----------------- | ------- | --------------- |
| Leo Fernandez     | 3–0     | Andrew Urbaniak |
| Aran Hetherington | 2–3     | Matthew Glasby  |
| Hicham Baraka     | w/d–w/o | Oliver Brown    |

| Jogador 1       | Placar  | Jogador 2      |
| --------------- | ------- | -------------- |
| Ferdous Bhuiyan | 0–3     | Allan Taylor   |
| Andrew Pagett   | 3–2     | Jack Smithers  |
| Idriss El Mokri | w/d–w/o | Dave Finbow    |
| Leonard Sinden  | 1–3     | Dessie Sheehan |
| Anton Thorley   | w/d–w/o | Angel Garcia   |

| Jogador 1     | Placar  | Jogador 2       |
| ------------- | ------- | --------------- |
| Adrian Holmes | 1–3     | Yassine Zaraoni |
| Mehdi Jeoual  | w/d–w/o | Dale Prime      |
| James Budd    | w/o–w/d | Adam Johnston   |
| Ameur Riad    | 3–0     | Hamid Mabchour  |

| Jogador 1         | Placar  | Jogador 2       |
| ----------------- | ------- | --------------- |
| Tony Corrigan     | 3–0     | Francis Becerra |
| Raheem Ahmed      | w/d–w/o | Patrick Whelan  |
| Marc Pantenburg   | w/o–w/d | Nader Aldosari  |
| Kristján Helgason | 3–0     | Ivelin Bozhanov |
| Hitesh Sillara    | w/d–w/o | Daan Leysen     |

| Jogador 1        | Placar | Jogador 2      |
| ---------------- | ------ | -------------- |
| Jaymie Thornbury | 2–3    | Adam Ashley    |
| Brett Armer      | 3–1    | Macauley Croft |
| Ian White        | 0–3    | Andrew Olivero |
| Juan Pedro Durán | 0–3    | Rory McLeod    |

| Jogador 1           | Placar  | Jogador 2           |
| ------------------- | ------- | ------------------- |
| Mohd Majeed Saleem  | w/o–w/d | Keishin Kamihashi   |
| Kevin Kelly         | 1–3     | Francisco Domingues |
| Jak Turnbull        | w/d–w/o | Sean McAllister     |
| Jesus Garcia Roldan | 0–3     | Mike Finn           |
| Mostafa El Younssi  | w/d–w/o | Souhail Rami        |

| Jogador 1              | Placar  | Jogador 2         |
| ---------------------- | ------- | ----------------- |
| Paul Burrell           | 1–3     | John Nicholson    |
| Saad Elantri           | w/d–w/o | Peter Devlin      |
| Muzakkir Ahamed Javeed | w/d–w/o | Kharazchi Jamshid |
| Kyle Kirkwood          | 0–3     | Gee Crawley       |

| Jogador 1         | Placar  | Jogador 2        |
| ----------------- | ------- | ---------------- |
| Steve Crowley     | 1–3     | Ashley Hugill    |
| Peter Geronimo    | 0–3     | Joshua Mallender |
| Yassine Bellamine | w/d–w/o | Mark Winsor      |

| Jogador 1       | Placar  | Jogador 2         |
| --------------- | ------- | ----------------- |
| Farhan Choudry  | w/d–w/o | Sybren Sokolowski |
| Saif Uddin      | w/d–w/o | Mark Vincent      |
| Javier González | w/d–w/o | Ian Martin        |

### Rodada 3
| Jogador 1                | Placar  | Jogador 2    |
| ------------------------ | ------- | ------------ |
| Salvador Pérez Carrascal | w/d–w/o | Callum Lloyd |
| Nick Jennings            | 0–3     | Dylan Craig  |

| Jogador 1     | Placar | Jogador 2      |
| ------------- | ------ | -------------- |
| Leo Fernandez | 2–3    | Matthew Glasby |

| Jogador 1       | Placar | Jogador 2    |
| --------------- | ------ | ------------ |
| Oliver Brown    | 0–3    | Allan Taylor |
| Andrew Pagett   | 3–2    | Dave Finbow  |
| Dessie Sheehan  | 3–2    | Angel Garcia |
| Yassine Zaraoni | 2–3    | Dale Prime   |
| James Budd      | 0–3    | Ameur Riad   |

| Jogador 1       | Placar | Jogador 2         |
| --------------- | ------ | ----------------- |
| Tony Corrigan   | 0–3    | Patrick Whelan    |
| Marc Pantenburg | 0–3    | Kristján Helgason |
| Daan Leysen     | 1–3    | Adam Ashley       |
| Brett Armer     | 0–3    | Andrew Olivero    |

| Jogador 1           | Placar  | Jogador 2          |
| ------------------- | ------- | ------------------ |
| Rory McLeod         | w/o–w/d | Mohd Majeed Saleem |
| Francisco Domingues | 0–3     | Sean McAllister    |
| Mike Finn           | w/o–w/d | Souhail Rami       |
| John Nicholson      | 0–3     | Peter Devlin       |

| Jogador 1         | Placar | Jogador 2         |
| ----------------- | ------ | ----------------- |
| Kharazchi Jamshid | 0–3    | Gee Crawley       |
| Ashley Hugill     | 3–0    | Joshua Mallender  |
| Mark Winsor       | 2–3    | Sybren Sokolowski |
| Mark Vincent      | 0–3    | Ian Martin        |

### Rodada 4
| Jogador 1    | Placar | Jogador 2   |
| ------------ | ------ | ----------- |
| Callum Lloyd | 0–3    | Dylan Craig |

| Jogador 1      | Placar | Jogador 2         |
| -------------- | ------ | ----------------- |
| Matthew Glasby | 1–3    | Allan Taylor      |
| Andrew Pagett  | 3–0    | Dessie Sheehan    |
| Dale Prime     | 2–3    | Ameur Riad        |
| Patrick Whelan | 0–3    | Kristján Helgason |
| Adam Ashley    | 3–0    | Andrew Olivero    |

| Jogador 1         | Placar | Jogador 2       |
| ----------------- | ------ | --------------- |
| Rory McLeod       | 3–1    | Sean McAllister |
| Mike Finn         | 1–3    | Peter Devlin    |
| Gee Crawley       | 1–3    | Ashley Hugill   |
| Sybren Sokolowski | 3–1    | Ian Martin      |

### Rodada 5
| Jogador 1        | Placar  | Jogador 2          |
| ---------------- | ------- | ------------------ |
| Stuart Bingham   | 4–1     | Gerard Greene      |
| Nigel Bond       | 3–4     | Barry Pinches      |
| Anthony Hamilton | w/d–w/o | Ben Woollaston     |
| Rod Lawler       | 4–1     | Dylan Craig        |
| Gary Wilson      | 2–4     | Thepchaiya Un-Nooh |

| Jogador 1       | Placar  | Jogador 2      |
| --------------- | ------- | -------------- |
| Mitchell Mann   | 1–4     | Mei Xi Wen     |
| Harvey Chandler | 4–0     | Riley Parsons  |
| Fraser Patrick  | w/d–w/o | Anthony McGill |
| Bai Langning    | 2–4     | Fergal O'Brien |
| Kyren Wilson    | 4–1     | Si Jiahui      |

| Jogador 1     | Placar  | Jogador 2      |
| ------------- | ------- | -------------- |
| Joe O'Connor  | 2–4     | Allan Taylor   |
| Chen Zifan    | 4–0     | Zhang Jiankang |
| David Gilbert | w/d–w/o | Andrew Pagett  |

| Jogador 1     | Placar  | Jogador 2   |
| ------------- | ------- | ----------- |
| Chris Wakelin | w/o–w/d | Jimmy White |
| Luca Brecel   | 4–3     | Ken Doherty |
| David Lilley  | 4–1     | Ameur Riad  |

| Jogador 1   | Placar  | Jogador 2         |
| ----------- | ------- | ----------------- |
| Mark Selby  | w/o–w/d | Noppon Saengkham  |
| Fan Zhengyi | 1–4     | Lee Walker        |
| Lyu Haotian | 4–3     | Kristján Helgason |

| Jogador 1        | Placar  | Jogador 2    |
| ---------------- | ------- | ------------ |
| Thor Chuan Leong | 2–4     | Chang Bingyu |
| Stephen Maguire  | w/d–w/o | Duane Jones  |

| Jogador 1      | Placar | Jogador 2       |
| -------------- | ------ | --------------- |
| Oliver Lines   | 4–2    | Robbie Williams |
| Liam Highfield | 0–4    | David Grace     |

| Jogador 1 | Placar | Jogador 2  |
| --------- | ------ | ---------- |
| Sam Baird | 0–4    | Zhang Anda |

| Jogador 1       | Placar | Jogador 2        |
| --------------- | ------ | ---------------- |
| Jak Jones       | 1–4    | Mark King        |
| Scott Donaldson | 4–2    | Brandon Sargeant |

| Jogador 1     | Placar | Jogador 2       |
| ------------- | ------ | --------------- |
| Yan Bingtao   | 0–4    | Tian Pengfei    |
| Mark Williams | 4–3    | Kacper Filipiak |

| Jogador 1    | Placar | Jogador 2     |
| ------------ | ------ | ------------- |
| Ashley Carty | 0–4    | Soheil Vahedi |
| Amine Amiri  | 4–3    | Adam Ashley   |

| Jogador 1       | Placar | Jogador 2    |
| --------------- | ------ | ------------ |
| Martin Gould    | 4–2    | Mark Davis   |
| Kishan H Hirani | 0–4    | Zhou Yuelong |

| Jogador 1         | Placar  | Jogador 2        |
| ----------------- | ------- | ---------------- |
| Neil Robertson    | w/d–w/o | Rory McLeod      |
| Louis Heathcote   | 4–1     | John J Astley    |
| Peter Lines       | 2–4     | Andrew Higginson |
| Simon Lichtenberg | 0–4     | Elliot Slessor   |
| Joe Perry         | 4–0     | Gareth Lopez     |

| Jogador 1        | Placar | Jogador 2     |
| ---------------- | ------ | ------------- |
| Lei Peifan       | 4–1    | Peter Devlin  |
| Jimmy Robertson  | 4–0    | Ricky Walden  |
| Craig Steadman   | 4–2    | Michael White |
| Michael Georgiou | 1–4    | Tom Ford      |
| Jack Lisowski    | 4–2    | Jordan Brown  |

| Jogador 1    | Placar  | Jogador 2      |
| ------------ | ------- | -------------- |
| Ian Burns    | 3–4     | Alfie Burden   |
| Kurt Maflin  | w/d–w/o | Hossein Vafaei |
| Xiao Guodong | 4–0     | Robert Milkins |

| Jogador 1 | Placar  | Jogador 2   |
| --------- | ------- | ----------- |
| Mike Dunn | w/d–w/o | Yuan SiJun  |
| Ryan Day  | 4–1     | Luo Honghao |

| Jogador 1    | Placar  | Jogador 2    |
| ------------ | ------- | ------------ |
| John Higgins | w/d–w/o | Lu Ning      |
| Mark Allen   | w/d–w/o | Michael Holt |
| Dominic Dale | 1–4     | Jackson Page |

| Jogador 1        | Placar | Jogador 2     |
| ---------------- | ------ | ------------- |
| Billy Joe Castle | 1–4    | Sam Craigie   |
| Andy Hicks       | 2–4    | Ashley Hugill |

| Jogador 1   | Placar | Jogador 2    |
| ----------- | ------ | ------------ |
| Liang Wenbo | 4–3    | James Cahill |
| Andy Lee    | 1–4    | Zhao Xintong |

| Jogador 1    | Placar | Jogador 2     |
| ------------ | ------ | ------------- |
| Jamie Clarke | 4–1    | Chen Feilong  |
| Mark Joyce   | 4–2    | Adam Stefanow |

| Jogador 1     | Placar | Jogador 2         |
| ------------- | ------ | ----------------- |
| Barry Hawkins | 4–0    | Sybren Sokolowski |
| Hammad Miah   | 3–4    | Xu Si             |
| Li Hang       | 4–1    | Alex Borg         |

| Jogador 1  | Placar  | Jogador 2     |
| ---------- | ------- | ------------- |
| Ali Carter | w/d–w/o | Jamie O'Neill |
| Judd Trump | 4–0     | Lee Prickman  |

| Jogador 1        | Placar  | Jogador 2   |
| ---------------- | ------- | ----------- |
| Daniel Wells     | w/o–w/d | Graeme Dott |
| Martin O'Donnell | 4–1     | Eden Sharav |

| Jogador 1       | Placar | Jogador 2    |
| --------------- | ------ | ------------ |
| Igor Figueiredo | 4–1    | Matthew Selt |

### Rodada 6
| Jogador 1          | Placar | Jogador 2      |
| ------------------ | ------ | -------------- |
| Stuart Bingham     | 4–0    | Barry Pinches  |
| Ben Woollaston     | 4–3    | Rod Lawler     |
| Thepchaiya Un-Nooh | 4–1    | Mei Xi Wen     |
| Harvey Chandler    | 4–3    | Anthony McGill |

| Jogador 1      | Placar | Jogador 2     |
| -------------- | ------ | ------------- |
| Fergal O'Brien | 4–2    | Allan Taylor  |
| Chen Zifan     | 4–2    | Andrew Pagett |
| Chris Wakelin  | 1–4    | Luca Brecel   |
| David Lilley   | 0–4    | Kyren Wilson  |

| Jogador 1   | Placar | Jogador 2    |
| ----------- | ------ | ------------ |
| Mark Selby  | 4–1    | Lee Walker   |
| Lyu Haotian | 4–2    | Chang Bingyu |
| Duane Jones | 1–4    | Oliver Lines |
| David Grace | 4–1    | Zhang Anda   |

| Jogador 1     | Placar | Jogador 2       |
| ------------- | ------ | --------------- |
| Mark King     | 1–4    | Scott Donaldson |
| Soheil Vahedi | 0–4    | Tian Pengfei    |
| Amine Amiri   | 0–4    | Martin Gould    |
| Zhou Yuelong  | 2–4    | Mark Williams   |

| Jogador 1        | Placar | Jogador 2       |
| ---------------- | ------ | --------------- |
| Rory McLeod      | 4–2    | Louis Heathcote |
| Andrew Higginson | 3–4    | Elliot Slessor  |
| Joe Perry        | 4–1    | Lei Peifan      |
| Jimmy Robertson  | 4–2    | Craig Steadman  |

| Jogador 1      | Placar | Jogador 2     |
| -------------- | ------ | ------------- |
| Tom Ford       | 4–2    | Alfie Burden  |
| Hossein Vafaei | 0–4    | Jack Lisowski |
| Xiao Guodong   | 4–1    | Yuan SiJun    |
| Ryan Day       | 3–4    | Lu Ning       |

| Jogador 1     | Placar | Jogador 2     |
| ------------- | ------ | ------------- |
| Michael Holt  | 4–0    | Jackson Page  |
| Sam Craigie   | 0–4    | Ashley Hugill |
| Barry Hawkins | 3–4    | Liang Wenbo   |
| Zhao Xintong  | 4–0    | Jamie Clarke  |

| Jogador 1       | Placar | Jogador 2        |
| --------------- | ------ | ---------------- |
| Mark Joyce      | 4–3    | Xu Si            |
| Li Hang         | 4–1    | Jamie O'Neill    |
| Daniel Wells    | 3–4    | Martin O'Donnell |
| Igor Figueiredo | 2–4    | Judd Trump       |

### Rodada 7
| Jogador 1          | Placar | Jogador 2       |
| ------------------ | ------ | --------------- |
| Stuart Bingham     | 0–4    | Ben Woollaston  |
| Thepchaiya Un-Nooh | 4–0    | Harvey Chandler |
| Fergal O'Brien     | 4–2    | Chen Zifan      |
| Luca Brecel        | 0–4    | Kyren Wilson    |
| Mark Selby         | 1–4    | Lyu Haotian     |
| Oliver Lines       | 1–4    | David Grace     |
| Scott Donaldson    | 2–4    | Tian Pengfei    |
| Martin Gould       | 1–4    | Mark Williams   |

| Jogador 1        | Placar | Jogador 2       |
| ---------------- | ------ | --------------- |
| Rory McLeod      | 4–1    | Elliot Slessor  |
| Joe Perry        | 3–4    | Jimmy Robertson |
| Tom Ford         | 4–2    | Jack Lisowski   |
| Xiao Guodong     | 4–1    | Lu Ning         |
| Michael Holt     | 1–4    | Ashley Hugill   |
| Liang Wenbo      | 4–1    | Zhao Xintong    |
| Mark Joyce       | 3–4    | Li Hang         |
| Martin O'Donnell | 1–4    | Judd Trump      |

### Rodada 8
| Jogador 1      | Placar | Jogador 2          |
| -------------- | ------ | ------------------ |
| Ben Woollaston | 0–4    | Thepchaiya Un-Nooh |
| Fergal O'Brien | 3–4    | Kyren Wilson       |
| Lyu Haotian    | 1–4    | David Grace        |
| Tian Pengfei   | 3–4    | Mark Williams      |

| Jogador 1     | Placar | Jogador 2       |
| ------------- | ------ | --------------- |
| Rory McLeod   | 1–4    | Jimmy Robertson |
| Tom Ford      | 2–4    | Xiao Guodong    |
| Ashley Hugill | 2–4    | Liang Wenbo     |
| Li Hang       | 1–4    | Judd Trump      |

### Quartas de final
| Jogador 1          | Placar | Jogador 2     |
| ------------------ | ------ | ------------- |
| Thepchaiya Un-Nooh | 0–4    | Kyren Wilson  |
| David Grace        | 1–4    | Mark Williams |

| Jogador 1       | Placar | Jogador 2    |
| --------------- | ------ | ------------ |
| Jimmy Robertson | 3–4    | Xiao Guodong |
| Liang Wenbo     | 1–4    | Judd Trump   |

### Semifinal
| Jogador 1    | Placar | Jogador 2     |
| ------------ | ------ | ------------- |
| Kyren Wilson | 4–0    | Mark Williams |

| Jogador 1    | Placar | Jogador 2  |
| ------------ | ------ | ---------- |
| Xiao Guodong | 3–4    | Judd Trump |

### Final
| Final: Melhor de 7 frames. Árbitro: Monika Sułkowska Europa Point Sports Complex, Gibraltar, 15 de março 2020 – 20:00.   |                       |                         |
| Kyren Wilson · Inglaterra                                                                                                | 3–4                   | Judd Trump · Inglaterra |
| 1–125 (125), 115–17 (115), 0–144 (144), 76–57 (Wilson 56), 75–61, 0–123 (123), 1–115 (63 Relatório WST Relatório Snooker |                       |                         |
| 115 | Maior break           | 144                     |
| 1 | Century breaks (+100) | 3                       |
| 2 | Breaks de +50         | 4                       |

## Century breaks
Um total de 63 century breaks foram feitas durante o torneio. Judd Trump fez o maior break do evento no terceiro frame da final contra Kyren Wilson.
| Break | Jogador            | Oponente          | Rodada    | Data        |
| ----- | ------------------ | ----------------- | --------- | ----------- |
| 144   | Judd Trump         | Kyren Wilson      | Final     | 15 de março |
| 143   | Jack Lisowski      | Hossein Vafaei    | Rodada 6  | 14 de março |
| 141   | Tom Ford           | Michael Georgiou  | Rodada 5  | 14 de março |
| 139   | Fergal O'Brien     | Bai Langning      | Rodada 5  | 13 de março |
| 139   | Sam Craigie        | Billy Joe Castle  | Rodada 5  | 14 de março |
| 138   | Mark Selby         | Lyu Haotian       | Rodada 7  | 13 de março |
| 137   | Fergal O'Brien     | Chen Zifan        | Rodada 7  | 13 de março |
| 137   | Ryan Day           | Lu Ning           | Rodada 6  | 14 de março |
| 137   | Tian Pengfei       | Soheil Vahedi     | Rodada 6  | 13 de março |
| 136   | Mitchell Mann      | Mei Xi Wen        | Rodada 5  | 13 de março |
| 133   | Liang Wenbo        | James Cahill      | Rodada 5  | 14 de março |
| 132   | Judd Trump         | Igor Figueiredo   | Rodada 6  | 14 de março |
| 129   | Chang Bingyu       | Lyu Haotian       | Rodada 6  | 13 de março |
| 128   | Thepchaiya Un-Nooh | Mei Xi Wen        | Rodada 6  | 13 de março |
| 127   | Fergal O'Brien     | Kyren Wilson      | Rodada 8  | 15 de março |
| 127   | Luca Brecel        | Chris Wakelin     | Rodada 6  | 13 de março |
| 126   | Elliot Slessor     | Simon Lichtenberg | Rodada 5  | 14 de março |
| 125   | Judd Trump         | Kyren Wilson      | Final     | 15 de março |
| 125   | Elliot Slessor     | Rory McLeod       | Rodada 7  | 14 de março |
| 124   | Chang Bingyu       | Thor Chuan Leong  | Rodada 5  | 13 de março |
| 123   | Judd Trump         | Xiao Guodong      | Semifinal | 15 de março |
| 123   | Judd Trump         | Kyren Wilson      | Final     | 15 de março |
| 123   | Rod Lawler         | Dylan Craig       | Rodada 5  | 13 de março |
| 123   | Xiao Guodong       | Robert Milkins    | Rodada 5  | 14 de março |
| 122   | Zhao Xintong       | Jamie Clarke      | Rodada 6  | 14 de março |
| 120   | Zhao Xintong       | Jamie Clarke      | Rodada 6  | 14 de março |
| 118   | Rod Lawler         | Ben Woollaston    | Rodada 6  | 13 de março |
| 118   | Zhou Yuelong       | Kishan H Hirani   | Rodada 5  | 13 de março |
| 116   | Ryan Day           | Luo Honghao       | Rodada 5  | 14 de março |
| 116   | Xiao Guodong       | Lu Ning           | Rodada 7  | 14 de março |
| 115   | Kyren Wilson       | Judd Trump        | Final     | 15 de março |
| 114   | Liang Wenbo        | Ashley Hugill     | Rodada 8  | 15 de março |

| Break | Jogador         | Oponente          | Rodada           | Data        |
| ----- | --------------- | ----------------- | ---------------- | ----------- |
| 113   | Judd Trump      | Liang Wenbo       | Quartas de final | 15 de março |
| 113   | Liang Wenbo     | Ashley Hugill     | Rodada 8         | 15 de março |
| 112   | Ian Burns       | Alfie Burden      | Rodada 5         | 14 de março |
| 111   | Judd Trump      | Xiao Guodong      | Semifinal        | 15 de março |
| 110   | Stuart Bingham  | Gerard Greene     | Rodada 5         | 13 de março |
| 110   | Jimmy Robertson | Joe Perry         | Rodada 7         | 14 de março |
| 110   | Michael Holt    | Jackson Page      | Rodada 6         | 14 de março |
| 110   | Luca Brecel     | Ken Doherty       | Rodada 5         | 13 de março |
| 109   | Stuart Bingham  | Barry Pinches     | Rodada 6         | 13 de março |
| 108   | Barry Hawkins   | Sybren Sokolowski | Rodada 5         | 14 de março |
| 108   | Mark Joyce      | Xu Si             | Rodada 6         | 14 de março |
| 107   | Jimmy Robertson | Rory McLeod       | Rodada 8         | 15 de março |
| 107   | Barry Hawkins   | Liang Wenbo       | Rodada 6         | 14 de março |
| 107   | Kyren Wilson    | Luca Brecel       | Rodada 7         | 13 de março |
| 106   | Jimmy Robertson | Ricky Walden      | Rodada 5         | 14 de março |
| 105   | Mark Joyce      | Adam Stefanow     | Rodada 5         | 14 de março |
| 105   | Li Hang         | Jamie O'Neill     | Rodada 6         | 14 de março |
| 104   | Judd Trump      | Lee Prickman      | Rodada 5         | 14 de março |
| 104   | Tom Ford        | Michael Georgiou  | Rodada 5         | 14 de março |
| 104   | Lyu Haotian     | Mark Selby        | Rodada 7         | 13 de março |
| 103   | Judd Trump      | Li Hang           | Rodada 8         | 15 de março |
| 103   | Elliot Slessor  | Simon Lichtenberg | Rodada 5         | 14 de março |
| 103   | Lyu Haotian     | Kristjan Helgason | Rodada 5         | 13 de março |
| 101   | Yuan SiJun      | Xiao Guodong      | Rodada 6         | 14 de março |
| 101   | Mark Selby      | Lee Walker        | Rodada 6         | 13 de março |
| 101   | Tian Pengfei    | Yan Bingtao       | Rodada 5         | 13 de março |
| 101   | Robbie Williams | Oliver Lines      | Rodada 5         | 13 de março |
| 101   | Igor Figueiredo | Matthew Selt      | Rodada 5         | 14 de março |
| 100   | Xiao Guodong    | Tom Ford          | Rodada 8         | 15 de março |
| 100   | Xiao Guodong    | Lu Ning           | Rodada 7         | 14 de março |
| 100   | Lyu Haotian     | David Grace       | Rodada 8         | 15 de março |